# Makasarski prolaz
Makasarski prolaz je morski put između istočne obale otoka Borneo i zapadne obale otoka Sulawesi u Indoneziji. 
Makasarski prolaz otvara se na sjevernom kraju u Celebesko more, a na južnom kraju u Javansko more. Prolaz je često mjesto prolaska za brodove prevelike za prolaz Malajskim prolazom.[Prolaz kroz ovaj tjesnac ih ne spašava od prolaska Malajskim prolazom] Značajnije luke u tjesnacu su Balikpapan na otoku Borneo, te Makassar i Palu na otoku Sulawesi. 
Rijeka Mahakam s otoka Borneo se ulijeva u Makasarski prolaz.